# Sutton-under-Whitestonecliffe
Sutton-under-Whitestonecliffe is een civil parish in het bestuurlijke gebied Hambleton, in het Engelse graafschap North Yorkshire.